# Salacca dolicholepis
Salacca dolicholepis är en enhjärtbladig växtart som beskrevs av Karl Ewald Maximilian Burret. Salacca dolicholepis ingår i släktet Salacca och familjen Arecaceae. Inga underarter finns listade i Catalogue of Life.